# Procleomenes ebiharai
Procleomenes ebiharai är en skalbaggsart som beskrevs av Tatsuya Niisato och Antonio Vives 2005. Procleomenes ebiharai ingår i släktet Procleomenes och familjen långhorningar.
Artens utbredningsområde är Filippinerna. Inga underarter finns listade i Catalogue of Life.